# 徳島市津田中学校
徳島市津田中学校（とくしまし つだちゅうがっこう）は、徳島県徳島市津田西町二丁目にある公立中学校。

## 沿革
- 1947年 - 津田中学校を創立。
- 1961年 - 体育館が完成。
- 1979年 - 文部省指定の心身障害児理解推進研究協力校となる。
- 1995年 - 福祉同志会置市記念表彰、日本PTA全国協議会表彰を受ける。
- 1997年 - 創立50周年記念式典が開かれる。

## 校訓
- 勤勉
- 明朗
- 感謝

## 校歌
- 作詞: 高橋勇
- 作曲: 近藤良三

緑なす 津田山を背に
わき出ずる文化のいずみ
規律を正し 清純の
若き血潮は 真理を学ぶ
伸びよわれらの津田中学校
はるかなる 大洋の香に
育むは 試練のすがた
思考を深め 誠実と
慈愛みなぎり楽しく集う
伸びよわれらの津田中学校
開けゆく 徳島の地に
若人は 英智にあふれ
大志を抱き 報恩の
優れし人材 世界を包む
伸びよわれらの津田中学校

## クラブ活動
- 吹奏楽部[1]

## 著名な卒業生
- 新田広一郎 - 実業家、元サッカー選手
- 大塚千弘 - 女優
- 山下リオ - 女優
- 米津玄師 - 音楽家

## 関連学校
- 徳島市津田小学校

## 通学区域が隣接している学校
- 徳島市南部中学校
- 徳島市八万中学校
- 徳島市富田中学校
- 徳島市城東中学校